# Spasalus crenatus
Spasalus crenatus is een keversoort uit de familie Passalidae. De wetenschappelijke naam van de soort is voor het eerst geldig gepubliceerd in 1819 door MacLeay.